# Adilson Ribeiro
Adilson Ribeiro (Pombal-Pb), é um cantor, compositor e produtor brasileiro de música popular.

## Biografia
Adilson Ribeiro foi responsável, juntamente com Roberto Villar, Kim Marques, Wanderley Andrade, Edilson Morenno, Alberto Moreno, Chimbinha, Ribamar José, Tonny Brasil, e outros, pelo ressurgimento do Brega, na sua forma Pop. Foi com sua composição "Vendaval" que a Banda Calypso estourou no mercado fonográfico do norte-nordeste, no Brasil e no exterior. Tem composições gravadas ainda pelas bandas: Fruto Sensual, As Virgens do Brega, Banda Vendaval, Banda Só Brega, Banda da Loirinha, todas voltadas para a música Brega Pop ou Pop Calypso, além das bandas de forró Calcinha Preta, Banda Bicho do Mato, Banda Alegria e Banda Styllus.

## Carreira
Entre 1987 e 1995 Adilson gravou apenas dois LP's. Lançou o seu primeiro trabalho em 1987, pela Gravadora UNACAN de São Paulo. Desse disco saíram dois sucessos: "Carente de amor" e "Hoje me ressuscitei". Apesar disso o disco acabou não estourando. O cantor alega ter ficado em um "grupo de cantores de segunda divisão". Em 1995 Adilson lança o seu segundo LP: o álbum "A última Carta". Esse também acabou não estourando. Logo em seguida ele perde o interesse em gravar discos.
Em 1997 ele grava o seu terceiro disco, dessa vez um CD, e finalmente acaba estourando. Teve como destaque a faixa "O som de Belém", também conhecida como "Brega das aparelhagens" por falar das aparelhagens de som que fazem o sucesso das festas populares de Belém e no Pará todo Destacaram-se também nesse disco as faixas "Liga pra mim", Estou invocado", Só porque sou pobre", Eu não sou papudinho" e "Só pra ela". 

## Discografia
- Adilson Ribeiro-Vol-01-Carente de Amor
- Adilson Ribeiro-Vol-02-A última Carta
- Adilson Ribeiro-Vol-03-O Som de Belém
- Adilson Ribeiro-Vol-04-O Som de Belém-II
- Adilson Ribeiro-Vol-05-Dama da Noite
- Adilson Ribeiro-Vol-06-O Mascarado
- Adilson Ribeiro-Vol-07-A Noite do Brega
- Adilson Ribeiro-Vol-08-Em Ritmo de Seresta
- Adilson Ribeiro-Vol-09-Um Show de Seresta
- Adilson Ribeiro-Vol-10-Na Onda do Techno Brega
- Adilson Ribeiro-Vol-11-O Raparigueiro
- Adilson Ribeiro-Vol-12-Seresta Especial-III
- Adilson Ribeiro-Vol-13-O Rei do Arrocha-I
- Adilson Ribeiro-Vol-14-O Rei do Arrocha-II
- Adilson Ribeiro-Vol-15-Sucesso Sertanejo-I
- Adilson Ribeiro-Vol-16-Nossa História-Pop Calypso
- Adilson Ribeiro-Vol-17-A Explosão do Techno-Melody
- Adilson Ribeiro-Vol-18-El Diabo Loiro-Pop Calypso
- Adilson Ribeiro-Vol-19-A Explosão do Arrocha
- Adilson Ribeiro-Vol-20-A Explosão do Arrocha-II
- Adilson Ribeiro-Vol-21-No Forró da Rosinha
- Adilson Ribeiro-Vol-22-O Rei do Arrocha-III
- Adilson Ribeiro-Vol-23-A Explosão do Techno-Melody-II
- Adilson Ribeiro-Vol-24-Bregão-Saudade Miserável
- Adilson Ribeiro-Vol-25-O Novo Som do Calypso
- Adilson Ribeiro & Max-Vol-26-Sertanejo Autoral-01
- Adilson Ribeiro-Vol-27-A Explosão do Arrocha-III
- Adilson Ribeiro-Vol-28-Bregão-II- Pássaro de Fogo
- Adilson Ribeiro-Vol-29-Sucesso Sertanejo-II
- Adilson Ribeiro-Vol-30-Na Onda do Arrocha-I
- Adilson Ribeiro-Vol-31-Ao Vivo em Turiaçú-Ma
- Adilson Ribeiro-Vol-32-Nas Ondas da Samara
- Adilson Ribeiro & Flôr do Karibe-Vol-33-Forróbrega
- Adilson Ribeiro-Vol-34-A Explosão do Arrocha-IV
- Adilson Ribeiro-Vol-35-A Canção dos Namorados
- Adilson Ribeiro-Vol-36-Tchau Meu Amor
- Adilson Ribeiro-Vol-37-Na Onda do Arrocha-II
- Adilson Ribeiro-Vol-38-Ao Vivo em Abaetetuba
- Adilson Ribeiro-Vol-39-O Som Arrocha Brega do Pará-I
- Adilson Ribeiro-Vol-40-O Som Arrocha Brega do Pará-II
- Adilson Ribeiro-Vol-41-O Ídolo Apaixonado do Povão
- Adilson Ribeiro-Vol-42-Clube da Sofrência
- Adilson Ribeiro-Vol-43-Bolerões Ao Vivo
- Adilson Ribeiro-Vol-44-Babilônia
- Adilson Ribeiro-Vol-45-É Muito Chique Ser Brega
- Adilson Ribeiro-Vol-46-Só Sucessos
- Adilson Ribeiro-Vol-47-O Inimitável
- Adilson Ribeiro-Vol-48-A Paixão da Vaquejada Brega
- Adilson Ribeiro-Vol-49-Bregas Apaixonados
- Adilson Ribeiro-Vol-50-Ave Sem Ninho
- Adilson Ribeiro-Vol-51-O Astro Apaixonado do Povão-I
- Adilson Ribeiro-Vol-52-O Astro Apaixonado do Povão-II
- Adilson Ribeiro-Vol-53-O Apaixonado da Vaquejada